# Paolo Martinelli (Bischof)

Wappen von Paolo Martinelli als Weihbischof

Paolo Martinelli OFMCap (* 22. Oktober 1958 in Mailand, Italien) ist ein italienischer Ordensgeistlicher und Apostolischer Vikar des Apostolischen Vikariats Südliches Arabien.

## Leben
Paolo Martinelli studierte Wirtschaft und Philosophie an der Katholischen Universität Sacro Cuore in Mailand (1977–1979), trat aber Ordensgemeinschaft der Kapuziner bei und legte am 8. September 1980 die zeitliche Profess ab. Martinelli legte am 23. Dezember 1984 die ewige Profess ab und empfing am 7. September 1985 das Sakrament der Priesterweihe. Er studierte Theologie an der Katholischen Universität Sacro Cuore Mailand (1980–1985) und an der Päpstlichen Universität Gregoriana in Rom (1988–1993), wo er 1990 das Lizenziat in Fundamentaltheologie und 1993 den Doktorgrad zum Doctor theologiae mit einer Arbeit über das Denken von Hans Urs von Balthasar erwarb. Er war Gaststudent in Münster und Freiburg im Breisgau sowie in London und Oxford.
1992 wurde er Theologieprofessor an der Gregoriana, später Professor und Dekan am Antonianum, der Ordenshochschule der Franziskaner. Im Zentrum seiner wissenschaftlichen Arbeit steht das Denkens von Hans Urs von Balthasar und dessen Rezeption in der zeitgenössischen Theologie, insbesondere die Erneuerung der Fundamentaltheologie und der Theologie der Berufung. Weitere fachliche Gebiete sind die Untersuchung der Kategorie der Glaubwürdigkeit der christlichen Offenbarung, Geschichte des Problems und aktuelle Perspektiven sowie das Zeugnis als theologische Sprache, seine Glaubwürdigkeit und Plausibilität, Theologie des Martyriums wie auch die Epistemologie des Zeugnisses. Er veröffentlichte zahlreiche Papiere zum erkenntnistheoretischen Status der spirituellen Theologie und ihren Platz innerhalb des theologischen Wissens wie auch zu aktuellen Themen der Theologie wie dem Einflusses von Säkularisierungs- und Globalisierungsprozessen.
Am 8. Mai 2006 wurde Martinelli Konsultor der Kongregation für die Institute geweihten Lebens und für die Gesellschaften apostolischen Lebens, dieselbe Tätigkeit übte er ab Januar 2012 für die Kongregation für die Glaubenslehre aus.
Am 24. Mai 2014 ernannte ihn Papst Franziskus zum Titularbischof von Musti in Numidia und bestellte ihn zum Weihbischof in Mailand. Der Erzbischof von Mailand, Angelo Kardinal Scola, spendete ihm und den gleichzeitig zu Weihbischöfen ernannten Franco Agnesi und Pierantonio Tremolada am 28. Juni desselben Jahres im Mailänder Dom die Bischofsweihe; Mitkonsekratoren waren der emeritierte Erzbischof von Mailand, Dionigi Kardinal Tettamanzi, und der Weihbischof in Mailand, Mario Delpini. Er war zudem Bischofsvikar für das geweihte Leben und Vikar für die Schulpastoral in der Diözese Mailand.
Papst Franziskus ernannte ihn am 1. Mai 2022 zum Apostolischen Vikar des südlichen Arabien mit Zuständigkeit für die Katholiken in den Vereinigten Arabischen Emiraten, Oman und Jemen. Die Amtseinführung fand am 2. Juli desselben Jahres statt.
Papst Leo XIV. ernannte ihn am 3. Juli 2025 zum Mitglied des Dikasteriums für den Interreligiösen Dialog.

## Schriften
- Nuova Evangelizzazione e carisma francescano. Prospettive e testimonianze, EDB, Bologna, 2012
- Maschile e femminile, vita consacrata, francescanesimo: scritti per l’VIII centenario dell’Ordine di Santa Chiara, EDB, Bologna, 2012
- La verità nell’amore: omelie e scritti pastorali di mons. Luigi Padovese (2004–2010), Terra Santa, Mailand, 2012
- La teologia spirituale oggi: identità e missione, EDB, Bologna, 2012
- Dammi fede diritta. Con san Francesco d’Assisi, per ricominciare a credere, Edizioni Porziuncola, Santa Maria degli Angeli Assisi, 2012
- Pionieri dell’ecumenismo spirituale, EDB, Bologna, 2013
- Arte e spiritualità. Studi, riflessioni, testimonianze, EDB, Bologna, 2014